# Ataki w Agadezie i Arlicie
Ataki w Agadezie i Arlicie były atakami terrorystycznymi na koszary oraz kopalnię uranu w Nigrze i miały miejsce 23 maja 2013 roku. Zamachów dokonała organizacja terrorystyczna Ruch na rzecz Jedności i Dżihadu w Afryce Zachodniej (MUJAO). W Agadezie zaatakowała nigerską bazę wojskową, a w Arlicie kopalnię uranu będącą francuską własnością. W ataku na nigerską bazę wojskową wzięło udział ośmiu bojowników. Zginęło w nim 23 żołnierzy i jeden cywil. W ataku na kopalnię uranu wzięło udział dwóch terrorystów. MUJAO przyznał się do ataku: „Zaatakowaliśmy Francję oraz Niger za współpracę z Francją w wojnie przeciw szariatowi.” Zapowiedział też więcej ataków w odwecie za udział Nigru w wojnie w północnym Mali. Według raportów zamachy przygotował Muchtar Bilmuchtar z organizacji Zamaskowany Batalion współpracującej z MUJAO. Były to pierwsze tego typu ataki w historii Nigru.

## Atak w Agadezie
O 5:30 czasu lokalnego, podczas porannych modlitw zaatakowano koszary znajdujące się na północ od Agadezu w północnym Nigrze. Kierowca wjechał ciężarówką do koszar niszcząc po drodze barykady, a następnie pojazd wybuchł zabijając kilku nigerskich żołnierzy. Chwilę po ataku do koszar wjechała kolejna ciężarówka, z której ostrzelano żołnierzy. Zawiązała się długa bitwa, podczas której atakującym udało się zając biuro oraz sypialnie. Po kilku godzinach walka przeniosła się na ulice Agadezu, gdzie zginęło kilku cywilów. Późnym popołudniem islamiści wzięli w koszarach pięciu nigerskich żołnierzy jako zakładników. Porywacze grozili, że wysadzą się z zakładnikami, ale zdecydowali się negocjować z armią. Następnego dnia rano wojska nigerskie i francuskie przeprowadziły akcję odbicia zakładników, w której zabito dwóch islamistów, a jednego ujęto. Trzech zakładników zginęło, a dwóch uratowano. Według nigerskiej armii w ataku zginęło 23 żołnierzy nigerskich oraz jeden żołnierz kameruński, który odbył w koszarach szkolenie. Ośmiu islamistów zginęło, a jeden został pojmany.

## Atak w Arlicie
Kilka minut po rozpoczęciu ataku w Agadezie dwóch zamachowców-samobójców przebranych w mundury wojskowe pojechało do kopalni uranu w Arlicie zarządzanej przez francuski koncern Areva. Samochód eksplodował przed busem przewożącym pracowników kopalni. Oprócz dwóch zamachowców zginął jeden pracownik, a 16 zostało rannych. Z powodu zniszczeń spowodowanych przez wybuch zakład musiał zostać zamknięty. Celem zamachu byli Francuzi pracujący w kopalni.